# عینه‌خان‌کوزویران (احسانیه)
عینه‌خان‌کوزویران (به ترکی استانبولی: Eynehankuzviran) یک منطقهٔ مسکونی در ترکیه است که در احسانیه واقع شده‌است.